# Свиновиді
Свиновиді (Suina) — підряд ссавців з ряду оленеподібні, або парнопалі (Cerviformes, seu Artiodactyla).

## Систематика

### Місце в системі ряду
Свиновиді — один з 4-х підрядів ряду оленеподібних.
Нерідко свиновидих протиставляють усім іншим (т.зв. «жуйним») групам ряду оленеподібних, і в такому разі їх називають назвою-протилежністю — «нежуйними».
- Ряд Cerviformes — Оленеподібні
  - Підряд Suimorpha Свиновиді, або «Нежуйні» (типова родина — Suidae Свиневі)
  - Підряд Tylopoda — Верблюдовиді, або Мозоленогі (типова родина — Camelidae Верблюдові)
  - Підряд Cetancodonta — Бегемотовиді (типова родина — Hippopotamidae Бегемотові)
  - Підряд Ruminantia — Оленевиді, або Жуйні (типова родина — Cervidae Оленеві)

### Родинний склад підряду
Підряд Свиновиді (Suimorpha) включає 4 родини — дві сучасні й дві вимерлі. Бегемотові були включені в цю групу, але згідно з молекулярно-генетичними дослідженнями вони не дуже тісно пов'язані зі свиновидими, але ближче пов'язанні з китоподібними.
- Родина Suidae — свиневі (18 сучасних видів)
- Родина Tayassuidae — таясові (3 сучасні види)
- Родина †Doliochoeridae
- Родина †Sanitheriidae

## Поширення
Природний діапазон свиневих включає Євразію (у т.ч. Японію, Індонезію й Філіппіни) й Північну Африку. Сучасне поширення пекарієвих включає більшу частину Південної Америки й південь Північної Америки. Однак, вид Sus scrofa введений і трапляється у дикому вигляді в Австралії, в Північній і Південній Америці й на багатьох островах.